# Adhémar Hennaut
Adhémar Hennaut (Jumet, 4 maart 1899 – Eigenbrakel, 26 maart 1977) was een Belgische syndicalist, redacteur en politicus voor onder meer de KPB.

## Levensloop
In 1917 werkte Hennaut in Rotterdam als schilder, waardoor hij Nederlands leerde. Hij zette aldaar ook zijn eerste stappen in een vakbond. In 1919 was hij werkzaam in Brussel. In 1921 behoorde hij tot de stichtende leden van de Kommunistische Partij van België (KBP) en in 1923 was hij tijdelijk secretaris-generaal van deze partij. Aangezien hij het Nederlands machtig was, werd hij ook redacteur bij de Roode Vaan, het Nederlandstalige partijblad. Op het partijcongres van 11 en 12 maart 1928 kwam het tot een botsing tussen de partijleiding en de troskische fractie (waaronder Hennaut), die vervolgens uit de partij werd gezet. Hierop zette hij met War van Overstraeten en Léon Lesoil de Kommunistische Oppositie op. Tot 1933 proberen ze nog samen te werken met de KBP.
De Kommunistische Oppositie behaalde bij de verkiezingen van 1929 een bijzonder slechte uitslag. De afscheuring van de groep uit Charleroi rond Leon Lesoil verzwakte de partij nog verder en van Overstraeten stopte gedesillusioneerd met politiek. In 1932 werd de Kommunistische Oppositie herdoopt tot de Liga van Internationale Kommunisten (Frans: Ligue des Communistes Internationalistes), maar de interne spanningen bleven de partij verdelen. Tijdens de jaren 30 trachtte Hennaut zonder succes de verschillende linkse partijen en actiegroepen te verzoenen en hergroeperen. Hij trachtte onder meer samen te werken met Italiaanse immigranten die geïnspireerd waren door de invulling van het leninisme door Amadeo Bordiga. De samenwerking liep spaak omdat Hennaut hun standpunt met betrekking tot de Spaanse Burgeroorlog te passief vond.
Op 16 november 1933 schreef Leon Trotski (onder het pseudoniem G. Gourov) een brief waarin hij Hennaut ernstig bekritiseerde, omdat Hennaut tegen de Vierde Internationale was. Aangezien alle pogingen tot samenwerkingen met andere fracties mislukten, verschrompelde de LIK-LCI tot een kleine kring rond Hennaut, en werd er niet meer opgekomen bij verkiezingen.
Na de Tweede Wereldoorlog bleef Hennaut nog wel corresponderen met andere militanten, maar zelf was hij niet meer actief.
Op 26 maart 1977 pleegde hij zelfmoord.